# Кимьогар (футбольний клуб, Алмалик)
Футбольний клуб Кимьогар (Алмалик) або просто «Кимьогар (Алмалик)» (узб. «Kimyogar» Olmaliq futbol klubi) — узбецький професіональний футбольний клуб з міста Алмалик, заснований у 1988 році. Розформований у 1994 році.

## Попередні назви
- 1988: «Хімік» (Алмалик)
- 1991—1992: «Кимьогар» (Алмалик)
- 1993: ФК «Алмалик»
- 1994: «Кимьогар» (Алмалик)

## Історія
Футбольний клуб Хімік" було створено в 1988 році і представляв місцевий хімічний завод. Після чергової реорганізації системи футбольних ліг СРСР у 1990 році клуб отримав право виступати у 8-ій зоні Другої нижчої ліги Чемпіонату СРСР з футболу. У 1991 році команда змінила назву на «Кимьогар» (Алмалик).
У 1992 році клуб дебютував у першому розіграші Вищої ліги Чемпіонату Узбекистану та посів передостаннє 16-те місце та вилетів до Першої ліги Чемпіонату Узбекистану. В 1993 році під назвою ФК «Алмалик» посів 12-те місце. В 1994 році повернувся до історичної назви «Кимьогар» (Алмалик), але через банкрутство знявся зі змагань та був розформований.

## Досягнення
- Чемпіонат Узбекистану:
  - 16-те місце (1): 1992

- Перша ліга:
  - 12-те місце (1): 1993

- Кубок Узбекистану:
  - 1/8 фіналу (1): 1993

## Відомі гравці
- / Фуркат Есанбаєв
- / Олександр Волков

## Відомі тренери
…
- 1990—1992: / Валерій Василенко

…